# Новиков, Александр Александрович (политик)
Александр Александрович Новиков (род. 25 июня 1983 года в Брянской области) — российский политический деятель, мэр города Смоленска с 24 июля 2023 года (с 9 июня исполнял обязанности мэра как первый заместитель после досрочной отставки Андрея Борисова). Был выбран мэром на заседании городского совета, до этого работал на Смоленской АЭС, был главой Десногорска.

## Образование и карьера
Получал образование в Десногорской школе №3 с 1990 по 2000 год. В 2009 году окончил энергетический факультет в Московском государственном открытом университете по специальности «Атомные электрические станции и установки».
В 2004 году начал работу в филиале ОАО «Концерн Росэнергоатом» «Смоленская атомная станция». Прошел путь от слесаря аварийно-восстановительных работ, до ведущего инженера по ремонту цеха обеспечивающих систем. Стаж работы на Смоленской атомной станции составил 12 лет.
В рамках подготовки кадрового резерва Госкорпорации «Росатом» прошёл обучение по программе «Таланты Росатома».
В 2016 назначен на должность заместителя Главы муниципального образования «город Десногорск» Смоленской области по городскому хозяйству и промышленному комплексу, председателя комитета. С марта 2017 года назначен заместителем Главы муниципального образования по социальным вопросам.
В 2019 году прошел обучение по программе «100 городских лидеров» - совместному проекту Агентства стратегических инициатив и Госкорпорации «Росатом».
В 2020 году прошёл курс профессиональной переподготовки в Федеральном государственном автономном образовательном учреждении высшего образования «Национальный исследовательский ядерный университет «МИФИ» по программе «Управление в условиях цифровой экономики», направление «Государственное и муниципальное управление».
В марте 2022 года депутатами Десногорского городского Совета избран на должность Главы муниципального образования «город Десногорск» Смоленской области.
В мае 2023 года стал первым заместителем Главы города Смоленска, после чего назначен временно исполняющим полномочия Главы города Смоленска.
24 июля 2023 года на заседании Смоленского городского совета был избран Главой города Смоленска.

## Государственные награды, иные награды и знаки отличия
- Благодарность Генерального директора ОАО «Концерн Росэнергоатом»
- Почётная грамота Главы муниципального образования «город Десногорск» Смоленской области
- Благодарственное письмо Главы муниципального образования «город Десногорск» Смоленской области
- Благодарственное письмо Департамента Смоленской области по внутренней политике
- Благодарственное письмо Губернатора Смоленской области
- Благодарственное письмо Десногорского городского Совета